# Кимиёнсаари
Кимиёнсаари (швед. Kimitoön, фин. Kemiönsaari) — община в провинции Исконная Финляндия, губерния Западная Финляндия, Финляндия. Общая площадь территории — 2800,87 км², из которых 2113,94 км² — вода. Размещается на шхерных островах, самым большим из которых является остров Чимиту.

## Демография
На 31 января 2011 года в общине Кимиёнсаари проживают 7198 человек: 3566 мужчин и 3632 женщины.
Финский язык является родным для 27,53 % жителей, шведский — для 70,89 %. Прочие языки являются родными для 1,57 % жителей общины.
Возрастной состав населения:
- до 14 лет — 13,88 %
- от 15 до 64 лет — 60,18 %
- от 65 лет — 25,84 %

Изменение численности населения по годам:
| Год  | Численность |
| ---- | ----------- |
| 1990 | 8371        |
| 1995 | 8041        |
| 2000 | 7663        |
| 2005 | 7462        |
| 2010 | 7191        |
| 2015 | 6909        |
| 2020 | 6609        |